# Người chồng điên
Người chồng điên là một bộ phim truyền hình được thực hiện bởi M&T Pictures cùng TKL do Quách Khoa Nam làm đạo diễn. Phim phát sóng vào lúc 13h00 từ thứ 2 đến thứ 7 hàng tuần bắt đầu từ ngày 10 tháng 7 năm 2014 và kết thúc vào ngày 19 tháng 8 năm 2014 trên kênh HTV7.

## Nội dung
Người chồng điên xoay quanh câu chuyện về một cô gái nghèo mang giấc mộng giàu sang Ngọc Diệp (Bảo Thanh). Và để thực hiện tham vọng đó, Ngọc Diệp trở thành kẻ sống hai mặt và lợi dụng những người yêu thương cô nhất.

## Diễn viên
- Huỳnh Đông trong vai Minh Quang[5]
- Bảo Thanh trong vai Ngọc Diệp
- Lâm Minh Thắng trong vai Hoàng Sơn
- Vũ Ngọc Ánh trong vai Hương Trà
- Hoài An trong vai Bà Hạnh
- Ái Châu trong vai Cô Quế
- Thanh Bình trong vai Lãnh
- Trần Thùy Trang trong vai Phương Quỳnh
- Hùng Trần trong vai Danh
- Mã Trung trong vai Ông Quyền

Cùng một số diễn viên khác.

## Ca khúc trong phim
- Em đã sai

Sáng tác: Minh Đăng
Thể hiện: Mira
- Một ngày anh đến

Sáng tác: Minh Đăng
Thể hiện: Mira

## Giải thưởng
| Năm  | Giải thưởng                                | Hạng mục                    | (Người) đề cử  | Kết quả       | Tham khảo         |
| ---- | ------------------------------------------ | --------------------------- | -------------- | ------------- | ----------------- |
| 2014 | Liên hoan Truyền hình Toàn quốc lần thứ 34 | Phim truyền hình            | —              | Bằng khen     | [ 6 ]             |
| 2014 | Giải Cánh diều                             | Phim truyện truyền hình     | —              | Cánh diều bạc | [ 7 ] [ 8 ] [ 9 ] |
| 2014 | Giải Cánh diều                             | Đạo diễn xuất sắc           | Quách Khoa Nam | Đoạt giải     | [ 7 ] [ 8 ] [ 9 ] |
| 2014 | Giải Cánh diều                             | Nữ diễn viên chính xuất sắc | Bảo Thanh      | Đoạt giải     | [ 7 ] [ 8 ] [ 9 ] |